# Siratangara
Siratangara (Stilpnia phillipsi) är en fågel i familjen tangaror inom ordningen tättingar.

## Utseende och läte
Siratangaran är en medelstor (13 cm) tangara med skilda dräkter för hane och hona. Hanen har svart på hjässa, nacke, nedre delen av bröstet och bukens mitt som kontrasterar med grönt på örontäckare och strupe. Resten av fjäderdräkten är mörkt silverblå. Honan är ljusare på hjässa och nacke med gulgrönt på mantel och flanker, mörkare vingar och ljust blågrön undersida. Jämfört med liknande svarthättad tangara är den mörkare, framför allt på undersidan, tydligast hos hanen. Lätet har inte beskrivits.

## Utbredning och systematik
Siratangaran förekommer i Anderna i östra Peru (Cerros del Sira i östra Huánuco). Den behandlas som monotypisk, det vill säga att den inte delas in i några underarter.

### Släktestillhörighet
Traditionellt placeras arten i släktet Tangara. Genetiska studier visar dock att släktet är polyfyletiskt, där en del av arterna står närmare släktet Thraupis. Dessa resultat har implementerats på olika sätt av de internationella taxonomiska auktoriteterna, där vissa expanderar Tangara till att även inkludera Thraupis, medan andra, som tongivande Clements et al., delar upp Tangara i mindre släkten. I det senare fallet lyfts siratangaran tangara med släktingar ut till släktet Stilpnia, och denna linje följs här.

## Status
Arten har ett begränsat utbredningsområde, men beståndet anses vara stabilt. IUCN kategoriserar arten som livskraftig.